# هانز غولدشميت
هانز غولدشميت (بالألمانية: Hans Goldschmidt) هو كيميائي ألماني عاش بين 18 كانون الثاني/يناير 1861 و 21 أيّار/مايو 1923. يعد غولدشميت مكتشف اللحام الحراري (لحام الثرميت).

## حياته
ولد غولدشميت سنة 1861 في برلين، ودرس الكيمياء في جامعة هايدلبرغ تحت إشراف روبرت بنسن. في سنة 1888 أشرف مع أخيه على إدارة المصنع الكيميائي لتجهيزات النسيج الخاص بوالده.
توفّي غولدشميت سنة 1923 في بادن بادن.

## أعماله
من أهم أعمال غولدشميت تطويره لعمليّة اللحام الحراري، والذي يعرف أيضاً باسم لحام الثرميت، وذلك سنة 1893، وقام بعمل براءة اختراع لذلك سنة 1895. نشر غولدشميت عن هذا الموضوع بشكل مكثّف سنة 1898.